# Grene Provsti
Grene Provsti er et provsti i Ribe Stift.  Provstiet ligger i Billund Kommune og Vejle Kommune.
Grene Provsti består af 24 sogne med 26 kirker, fordelt på 13 pastorater.

## Pastorater
| Pastorater i Grene Provsti   | Pastorater i Grene Provsti | Pastorater i Grene Provsti    |
| ---------------------------- | -------------------------- | ----------------------------- |
| Blåhøj-Filskov Pastorat      | Give Pastorat              | Givskud-Gadbjerg Pastorat     |
| Grene Pastorat               | Grindsted Pastorat         | Hejnsvig Pastorat             |
| Randbøl-Nørup Pastorat       | Ringive Pastorat           | Stenderup Pastorat            |
| Sønder Omme Pastorat         | Thyregod-Vester Pastorat   | Vorbasse-Skjoldbjerg Pastorat |
| Øster Nykirke-Vonge Pastorat |                            |                               |

## Sogne
| Sogne i Grene Provsti | Sogne i Grene Provsti | Sogne i Grene Provsti |
| --------------------- | --------------------- | --------------------- |
| Farre Sogn            | Filskov Sogn          | Gadbjerg Sogn         |
| Give Sogn             | Givskud Sogn          | Grene Sogn            |
| Grindsted Sogn        | Hejnsvig Sogn         | Langelund Sogn        |
| Lindeballe Sogn       | Nollund Sogn          | Nørup Sogn            |
| Randbøl Sogn          | Ringive Sogn          | Skjoldbjerg Sogn      |
| Stenderup Sogn        | Sønder Omme Sogn      | Thyregod Sogn         |
| Urup Sogn             | Vester Sogn           | Vonge Sogn            |
| Vorbasse Sogn         | Vorslunde Sogn        | Øster Nykirke Sogn    |